# Berkenbrück
Berkenbrück ist eine amtsangehörige Gemeinde im Landkreis Oder-Spree in Brandenburg (Deutschland).

## Geografie

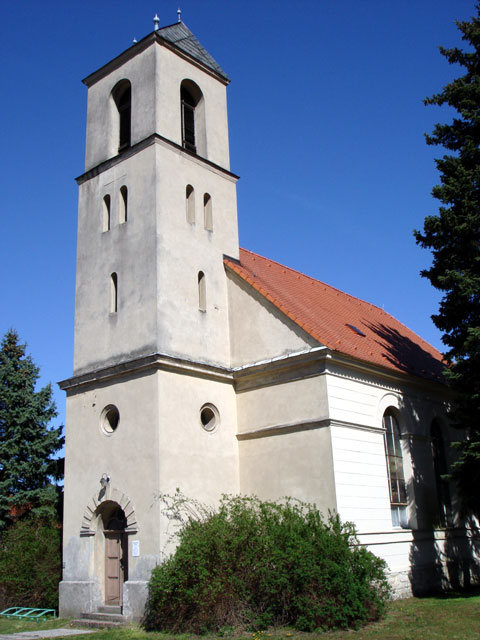
Dorfkirche in Berkenbrück

Die Gemeinde liegt etwa 70 km südöstlich des Berliner Stadtzentrums, ca. 7 km östlich von Fürstenwalde/Spree und ca. 31 km von Frankfurt (Oder) entfernt. Sie liegt direkt an der Spree und ist vollständig von Waldgebieten umgeben.

## Gemeindegliederung
Zu Berkenbrück gehören die Wohnplätze Haasenloos und Roter Krug.

## Geschichte
Erstmals wurde das Dorf 1285 als Byrkenbrucke (Birkenbrücke) in einer Grenzurkunde der Gemarkung Fürstenwalde erwähnt. Das Fließ, das im 21. Jahrhundert Hauptgraben heißt, wurde mehrmals als Grenze der Gemarkung angeführt. An anderer Stelle wurde berichtet, dass durch Berkenbrück die alte Heer- und Handelsstraße (auch Frachtstraße genannt) von Berlin nach Frankfurt (Oder) führte. Wahrscheinlich führte diese alte Straße über eine Holzbrücke, welche die Ufer des Fließes miteinander verband. Allerdings gibt es keine gesicherten Erkenntnisse, dass es eine solche aus Birkenholz bestehende Verbindung gab. Aus archäologischen Grabungen ist jedoch nachgewiesen, dass die Gemarkung bereits in der Steinzeit besiedelt war. Weitere Funde konnten in die Bronzezeit datiert werden.
Im Dreißigjährigen Krieg fiel der Ort wüst; die Überlebenden flohen ins Oderbruch. Erst nach mehreren Jahren siedelten erneut Bauern im Ort. Sie errichteten 1728 die Dorfkirche. Im Laufe der Jahrhunderte änderte sich die Schreibweise des Ortsnamens mehrfach. Seit 1775 heißt der Ort, so wie heute üblich, Berkenbrück. Am 22. Oktober 1842 passierte der erste Zug Berlin–Frankfurt (Oder) Berkenbrück mit einer Geschwindigkeit von 30 km/h. 1859 bekam Berkenbrück ein Bahnhofsgebäude und damit einen Haltepunkt. 1909 gründete sich eine Freiwillige Feuerwehr. Zehn Jahre später erhielt Berkenbrück den Anschluss an das elektrische Stromnetz. Der Ort erlebte einen bescheidenen Aufschwung.
1932 zog der Schriftsteller Hans Fallada nach Berkenbrück (Ortsteil Roter Krug) ins heute so genannte Falladahaus, wurde 1933 denunziert, verhaftet und wieder freigelassen und zog nach Carwitz. Die Autobahn Berlin–Frankfurt (Oder) wurde 1937 eröffnet. Die an Berkenbrück vorbeiführende Strecke bildet im 21. Jahrhundert eine der Hauptverkehrsadern im Transitverkehr zwischen West- und Osteuropa. Im Zweiten Weltkrieg wurde der Ort mehrfach durch Bomben getroffen. Die SS unterhielt im Ort ein Erholungsheim. Flüchtlinge zogen nach der Schlacht um die Seelower Höhen auch nach Berkenbrück. Am 24./25. April 1945 endete der Krieg im Ort mit der Besetzung durch die Rote Armee.
In der Zeit der DDR entstanden im Ort einige Ferienlager. Durch die Nähe zu Berlin und Frankfurt (Oder) wurde der Ort auch für Wochenendtouristen interessant. Nach der Wende entstanden zahlreiche Neubauten, durch die die Einwohneranzahl anstieg.
Berkenbrück gehörte seit 1817 zum Kreis Lebus in der Provinz Brandenburg und ab 1952 zum Kreis Fürstenwalde im DDR-Bezirk Frankfurt (Oder). Seit 1993 liegt die Gemeinde im brandenburgischen Landkreis Oder-Spree.

## Bevölkerungsentwicklung
| Jahr | Einwohner |
| ---- | --------- |
| 1875 | 0417      |
| 1890 | 0481      |
| 1910 | 0597      |
| 1925 | 0806      |
| 1933 | 0884      |
| 1939 | 1 033     |

| Jahr | Einwohner |
| ---- | --------- |
| 1946 | 0882      |
| 1950 | 0972      |
| 1964 | 1 032     |
| 1971 | 1 042     |
| 1981 | 0966      |
| 1985 | 0917      |

| Jahr | Einwohner |
| ---- | --------- |
| 1990 | 0807      |
| 1995 | 0922      |
| 2000 | 0978      |
| 2005 | 1 017     |
| 2010 | 1 003     |
| 2015 | 0998      |

| Jahr | Einwohner |
| ---- | --------- |
| 2020 | 1 040     |
| 2021 | 1 051     |
| 2022 | 1 058     |
| 2023 | 1 073     |
| 2024 | 1 071     |

Gebietsstand des jeweiligen Jahres, Einwohnerzahl: Stand 31. Dezember (ab 1991), ab 2011 auf Basis des Zensus 2011, ab 2022 auf Basis des Zensus 2022

## Politik

### Gemeindevertretung
Die Gemeindevertretung von Berkenbrück besteht entsprechend der Einwohnerzahl der Gemeinde aus zehn Gemeindevertretern und dem ehrenamtlichen Bürgermeister. Die Kommunalwahl am 9. Juni 2024 führte bei einer Wahlbeteiligung von 75,0 % zu folgendem Ergebnis:
| Partei / Wählergruppe         | Stimmenanteil 2019 | Sitze 2019 |        | Stimmenanteil 2024 | Sitze 2024 |
| ----------------------------- | ------------------ | ---------- | ------ | ------------------ | ---------- |
| Berkenbrücker-Bürger-Forum    | 80,6 %             | 8          | 56,9 % | 6                  |            |
| Stark für Berkenbrück         | –                  | –          | 43,1 % | 4                  |            |
| Einzelbewerber Mirko Nowitzki | 14,0 %             | 1          | –      | –                  |            |
| SPD                           | 03,8 %             | –          | –      | –                  |            |
| CDU                           | 01,6 %             | –          | –      | –                  |            |
| Insgesamt                     | 100 %              | 9          | 100 %  | 10                 |            |

Bei der Wahl 2019 entfielen auf den Einzelbewerber Nowitzki zwei Sitze, von denen einer unbesetzt blieb. 

### Bürgermeister
- 1998–2008: Wolfgang Stephan (SPD)[11]
- 2008–2014: Joachim Köhn[12]
- 2014–2023: Andy Brümmer (Berkenbrücker-Bürger-Forum)[13]
- seit 2023: Mirko Nowitzki (parteilos)

Brümmer wurde bei der Bürgermeisterwahl am 26. Mai 2019 mit 64,9 % der gültigen Stimmen wiedergewählt. Er trat im März 2023 von seinem Amt zurück.
Nowitzki wurde am 28. März 2023 von der Gemeindevertretung zu seinem Nachfolger gewählt. Bei der Bürgermeisterwahl am 9. Juni 2024 wurde er mit 50,9 % der gültigen Stimmen in seinem Amt bestätigt. Seine Amtszeit beträgt fünf Jahre.

## Sehenswürdigkeiten

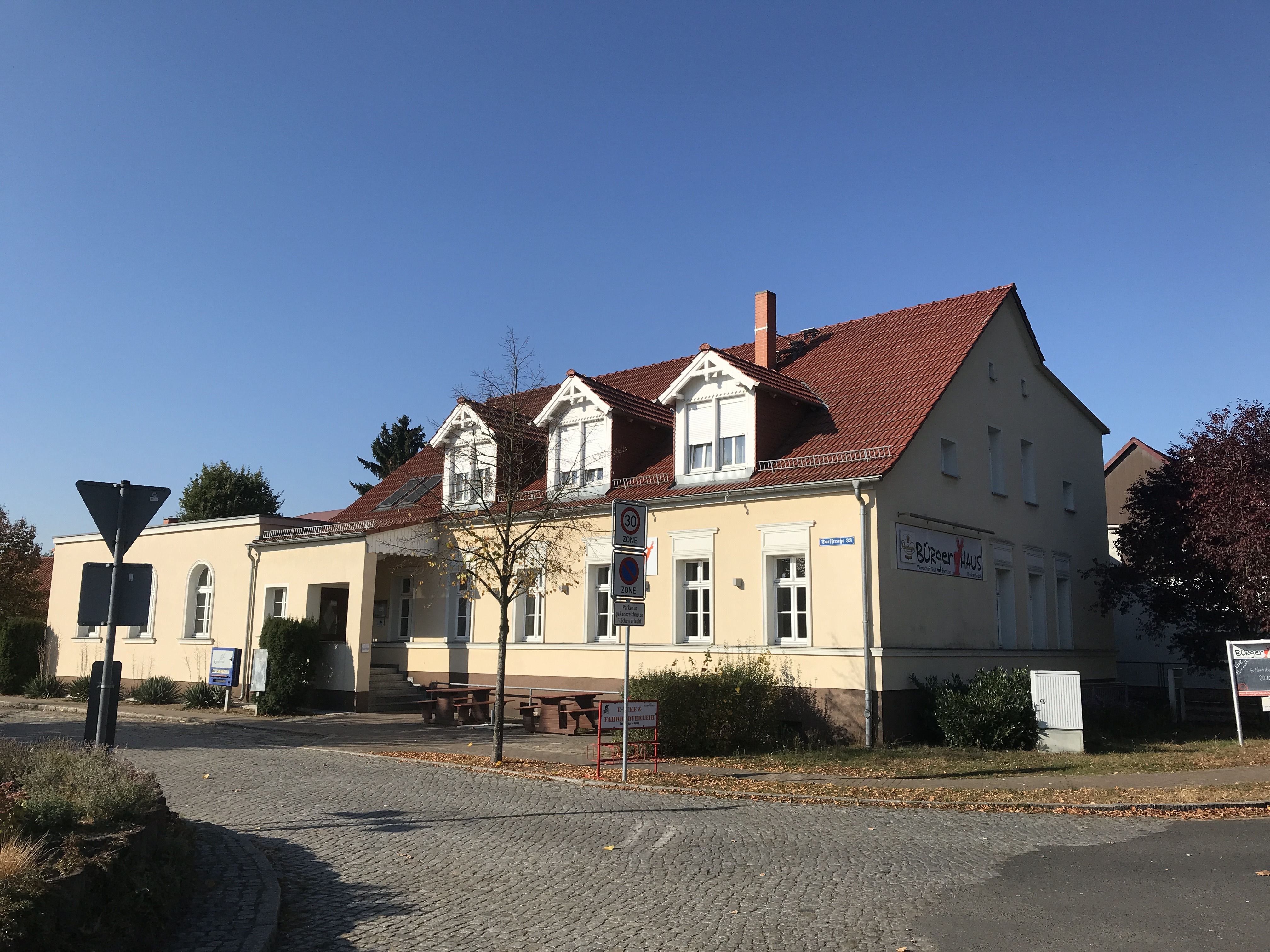
Bürgerhaus in Berkenbrück

In der Liste der Baudenkmale in Berkenbrück und in der Liste der Bodendenkmale in Berkenbrück stehen die in der Denkmalliste des Landes Brandenburg eingetragenen Kulturdenkmale.
- Die Dorfkirche Berkenbrück entstand im Jahr 1832 im Rundbogenstil der Schinkelschule. Die Kirchenausstattung stammt aus der Bauzeit.
- Vom Herbst 1932 bis zum Frühjahr 1933 wohnte Hans Fallada in einem Haus am Roten Krug 12, dem sogenannten Falladahaus.
- Am 13. April 1875 starb der Rittmeister Friedrich Wilhelm Freiherr von Willisen von den Fürstenwalder Ulanen bei einem Sturz mit seinem Pferd in der Nähe des Bahnübergangs im Königsgestell (Eisenbahnbrücke nach Berkenbrück). Seine Offizierskameraden errichteten an der Unglücksstelle am Gründonnerstag 1876 zum ehrenden Andenken ein Denkmal.[18]

## Verkehr
Durch Berkenbrück führt die Landesstraße L 38 von Fürstenwalde nach Treplin an der Bundesstraße 5. Die nächstgelegene Autobahnanschlussstelle ist Fürstenwalde-Ost an der A 12.
Der Bahnhof Berkenbrück an der Bahnlinie Berlin–Frankfurt (Oder) wird von der Regionalexpresslinie RE 1 Magdeburg–Berlin–Frankfurt (Oder) bedient.
Durch die Gemeinde führt auf einer Länge von 3,3 km der Europawanderweg. Auch der Spree-Radweg durchquert Berkenbrück.

## Persönlichkeiten
- Hans Fallada (1893–1947), Schriftsteller, wohnte 1932 bis 1933 in Berkenbrück-Roter Krug
- Antje-Marie Steen (1937–2024), Politikerin (SPD), 1990–2002 Abgeordnete des Deutschen Bundestages, in Berkenbrück geboren